# 1968년 하계 스페셜 올림픽
제1회 하계 스페셜 올림픽 세계 대회는 1968년 7월 20일부터 8월 3일까지 미국 시카고에서 열린 스페셜 올림픽이다.